# Jerry Colangelo
Jerry Colangelo (né le 20 novembre 1939 à Chicago Heights, Illinois) est un homme d'affaires et dirigeant de sport américain. 
Il est l'ancien propriétaire majoritaire des Suns de Phoenix de NBA, des Mercury de Phoenix de WNBA, des Rattlers de l'Arizona en Arena Football League et des Diamondbacks de l'Arizona de la Ligue majeure de baseball. Il fut aussi l'artisan de la relocalisation de la franchise des Jets de Winnipeg en LNH à Phoenix, Arizona devenant ainsi les Coyotes de Phoenix.
Il fut nommé directeur national de USA Basketball en 2005 et de l'équipe américaine championne olympique en 2008.

## Biographie
Colangelo grandit à Chicago Heights, dans la banlieue de Chicago dans l'Illinois où il fut un joueur phare en basket-ball et baseball au lycée Bloom Township. Il est diplômé de l'université de l'Illinois, où il fut capitaine de l'équipe de basket-ball.
Colangelo arrive à Phoenix en 1968, après un passage en tant qu'entraîneur assistant des Bulls de Chicago ; il devint ainsi le premier "General Manager" de la nouvelle franchise des Suns de Phoenix. 
Colangelo connut un départ malchanceux, perdant un tirage au sort en 1969 face aux Bucks de Milwaukee pour les droits du joueur phénomène de UCLA Lew Alcindor (Kareem Abdul-Jabbar). Mais les Suns devinrent rapidement compétitifs dans les années 1970, atteignant les Finales NBA 1976, s'inclinant face aux Celtics de Boston en six matchs. Colangelo fut entraîneur par intérim à deux reprises durant cette décennie, compilant un bilan de 59 victoires et 60 défaites.
Lors des années 1980, les Suns connurent une période trouble. Certains joueurs, dont le héros des Finales NBA 1976 Garfield Heard, furent impliqués dans des scandales liés à la drogue, le jeune pivot Nick Vanos périt dans un accident d'avion en 1987, et de 1985 à 1988, les Suns échouèrent à se qualifier pour les playoffs. Colangelo prit la tête d'un groupe qui acheta les Suns fin 1987. 
Les Suns connurent une ascension foudroyante en 1988–1989, doublant leur nombre de victoires (de 28 à 55) et débutant ainsi une ère de participations à 13 campagnes de playoffs consécutives. En 1989, Colangelo prit part au rachat de l'America West Arena (désormais Footprint Center). En 1992, Colangelo transféra Jeff Hornacek, Tim Perry et Andrew Lang aux Philadelphia 76ers contre Charles Barkley. Ce transfert fut bénéfique pour les Suns, puisqu'ils atteignirent les Finales NBA pour la deuxième fois en 1993, s'inclinant alors face aux Bulls en six matchs. Les relations de Barkley avec Colangelo se dégradèrent au fil des années et, en 1996, il fut transféré aux Rockets de Houston.
Colangelo fut lauréat à quatre reprises du trophée de NBA Executive of the Year (1976, 1981, 1989, 1993).
En 2004, Colangelo vendit les Suns, le Mercury et les Rattlers à un groupe d'investisseurs de San Diego, Californie et de Tucson, Arizona mené par Robert Sarver pour 401 millions de dollars.

## Baseball
Alors qu'il était présent à Chicago pour un match des Suns, Colangelo assista à un match de baseball au Wrigley Field. Peu après, il décida de contacter la Ligue majeure de baseball afin d'amener une franchise en Arizona. Il mena un groupe d'investisseurs en 1994 afin d'acheter la franchise.
En 1995, le groupe mené par Colangelo fut autorisé par la Ligue majeure de baseball à obtenir une franchise d'expansion : les Diamondbacks de l'Arizona. Ceux-ci commencèrent à jouer en 1998, un an après qu'une autre équipe de Colangelo, l'équipe de Women's National Basketball Association des Phoenix Mercury, ne démarre. Les Mercury participèrent aux Finales WNBA, perdant face aux Comets de Houston. Une autre équipe de Colangelo, les Arizona Rattlers en Arena Football League, donna à Colangelo son premier titre de champion en 1994, renouvelant cette performance en 1997. Colangelo fut aussi impliqué dans le rapatriement d'une équipe de la LNH en Arizona sur la base des Jets de Winnipeg, en 1997 (faisant de Phoenix l'une des rares villes possédant une franchise dans les quatre ligues majeures américaines). L'équipe joue aujourd'hui dans la proche banlieue à Glendale, Arizona sous le nom des Coyotes de Phoenix.
Pour son nouveau club de baseball, Colangelo engagea Joe Garagiola, Jr. en tant que directeur général. Il engagea également Buck Showalter, venant des Yankees de New York, comme gérant, et celui-ci dirigea l'équipe de 1998 à 2000, soit au cours de ses 3 premières saisons. Les principales acquisitions de Garagiola furent celles de Randy Johnson en 1999 et Curt Schilling en 2000. Ils furent conjointement nommés joueurs par excellence de la Série mondiale 2001.
Avec l'aide de Mark Grace, Tony Womack, Luis Gonzalez, Schilling et Johnson, les Diamondbacks permirent à Colangelo d'exaucer son rêve : un titre de Série mondiale. Ils battent en 2001 les Yankees de New York, donnant ainsi le premier titre sportif majeur à Phoenix.
Le plan initial de Colangelo est de bâtir, lentement mais sûrement, un club gagnant aux solides assises en Arizona, mais une baisse de 25 pour cent des abonnements de saison après seulement un an incite la direction à changer drastiquement d'orientation. Pour attirer les foules et remporter la Série mondiale gagnée le plus rapidement (seulement 4 saisons) par une franchise d'expansion, les Diamondbacks s'endettent massivement. Après la gloire, les lendemains sont difficiles : trois saisons plus tard, en 2004, ils perdent 111 matchs sur 162 et doivent toujours 270 millions de dollars en paiements différés à 18 joueurs, incluant près de la moitié du contrat de 52,4 millions signé par Randy Johnson. Parmi les membres de l'équipe championne de 2001, douze des plus hauts salariés avaient accepté d'être payés plus tard. Poussé vers la sortie, l'architecte des Diamondbacks démissionne de son poste de dirigeant principal du club en septembre 2004, quatre mois avant la date à laquelle il avait initialement accepté de quitter. Une nouvelle équipe de direction parvient à rétablir les finances de l'équipe, permettant aux Diamondbacks de se redresser et de retrouver les séries éliminatoires en 2007.

## Autres activités
Colangelo, ami du promoteur Bob Arum, contribua à amener la boxe professionnelle en Arizona. Il fut l'un des contributeurs dans la construction du Dodge Theater dans le centre-ville de Phoenix.
Jerry Colangelo est le directeur du National Italian American Sports Hall of Fame à Chicago.
Son fils, Bryan fut joueur de basketball, puis président des Suns, General Manager des Raptors de Toronto et dirigeant aux 76ers de Philadelphie.

## Hommages
Le 4 avril 2004, Colangelo fut intronisé au Basketball Hall of Fame.  
Une rue de Chicago Heights, sa ville natale, porte son nom.
Le 4 novembre 2007, Colangelo fut intronisé dans le "Ring of Honor" des Phoenix Suns à la mi-temps d'un match contre les Cavaliers de Cleveland.